# 辛普森維爾鎮區 (北卡羅萊納州羅京安縣)
辛普森維爾鎮區（英語：Simpsonville Township）是位於美國北卡羅萊納州羅京安縣的一個鎮區。

## 地方資料
辛普森維爾鎮區的面積為112.40平方千米，皆為陸地。根據2020年美國人口普查的數據，當地共有人口3635人，而人口密度為每平方千米32.34人。